# Le Bousquet-d'Orb
 (décembre 2018).
Pour les articles homonymes, voir Bousquet.
Le Bousquet-d'Orb (prononcé [lə buskɛ dɔʁb] ; en occitan Lo Bosquet d'Òrb) est une commune française située dans le nord du département de l'Hérault en région Occitanie.
Exposée à un climat méditerranéen, elle est drainée par l'Orb, le Graveson, le ruisseau de Vernazoubres et par divers autres petits cours d'eau. Incluse dans le parc naturel régional du Haut-Languedoc, la commune possède un patrimoine naturel remarquable composé d'une zone naturelle d'intérêt écologique, faunistique et floristique.
Le Bousquet-d'Orb est une commune rurale qui compte 1 594 habitants en 2022. Elle fait partie de l'aire d'attraction de Bédarieux. Ses habitants sont appelés les Bousquetains ou  Bousquetaines.

## Géographie

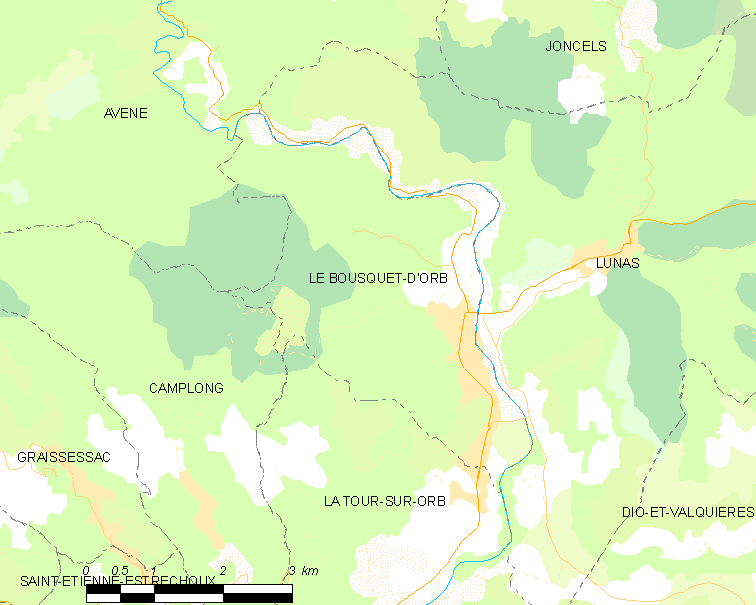
Carte

### Communes limitrophes
| Avène    | Lunas             |       |
| Camplong | du Bousquet-d'Orb | Lunas |
|          | La Tour-sur-Orb   |       |

### Climat
Pour des articles plus généraux, voir Climat de l'Occitanie et Climat de l'Hérault.
En 2010, le climat de la commune est de type climat méditerranéen franc, selon une étude s'appuyant sur une série de données couvrant la période 1971-2000. En 2020, Météo-France publie une typologie des climats de la France métropolitaine dans laquelle la commune est exposée à un climat méditerranéen et est dans la région climatique Provence, Languedoc-Roussillon, caractérisée par une pluviométrie faible en été, un très bon ensoleillement (2 600 h/an), un été chaud (21,5 °C), un air très sec en été, sec en toutes saisons, des vents forts (fréquence de 40 à 50 % de vents > 5 m/s) et peu de brouillards.
Pour la période 1971-2000, la température annuelle moyenne est de 13,4 °C, avec une amplitude thermique annuelle de 16 °C. Le cumul annuel moyen de précipitations est de 981 mm, avec 8,3 jours de précipitations en janvier et 3,1 jours en juillet. Pour la période 1991-2020, la température moyenne annuelle observée sur la station météorologique la plus proche, située sur la commune de Bédarieux à 9 km à vol d'oiseau, est de 13,7 °C et le cumul annuel moyen de précipitations est de 982,0 mm,. Pour l'avenir, les paramètres climatiques de la commune estimés pour 2050 selon différents scénarios d'émission de gaz à effet de serre sont consultables sur un site dédié publié par Météo-France en novembre 2022.

### Milieux naturels et biodiversité

#### Espaces protégés
La protection réglementaire est le mode d’intervention le plus fort pour préserver des espaces naturels remarquables et leur biodiversité associée,.
Un  espace protégé est présent sur la commune : 
le parc naturel régional du Haut-Languedoc, créé en 1973 et d'une superficie de 307 184 ha, qui s'étend sur 118 communes et deux départements. Implanté de part et d’autre de la ligne de partage des eaux entre Océan Atlantique et Mer Méditerranée, ce territoire est un véritable balcon dominant les plaines viticoles du Languedoc et les étendues céréalières du Lauragais,.

#### Zones naturelles d'intérêt écologique, faunistique et floristique

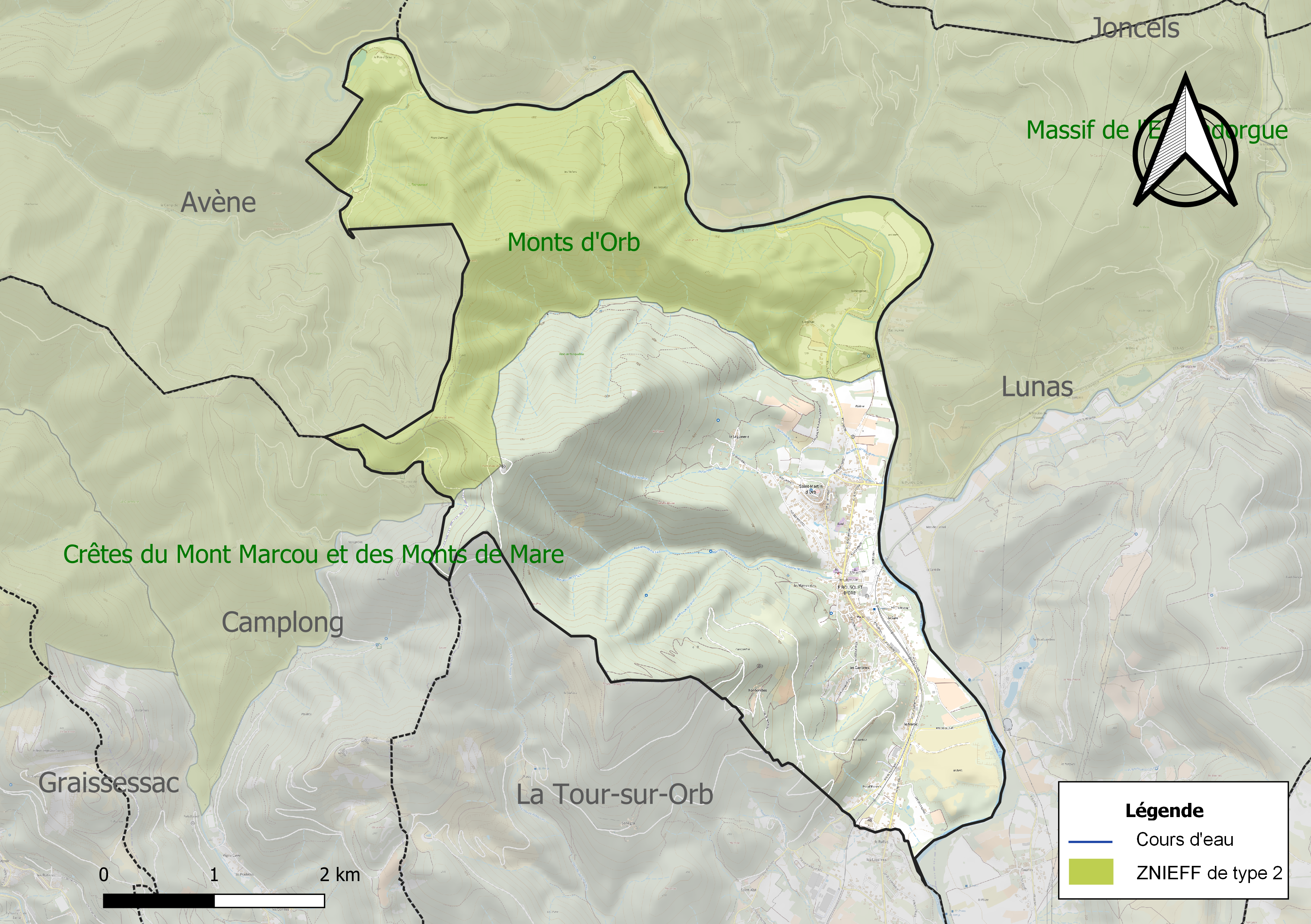
Carte de la ZNIEFF de type 2 localisée sur la commune.

L’inventaire des zones naturelles d'intérêt écologique, faunistique et floristique (ZNIEFF) a pour objectif de réaliser une couverture des zones les plus intéressantes sur le plan écologique, essentiellement dans la perspective d’améliorer la connaissance du patrimoine naturel national et de fournir aux différents décideurs un outil d’aide à la prise en compte de l’environnement dans l’aménagement du territoire.
Une ZNIEFF de type 2 est recensée sur la commune :
les « Monts d'Orb » (13 437 ha), couvrant 6 communes du département.

## Urbanisme

### Typologie
Au 1er janvier 2024, Le Bousquet-d'Orb est catégorisée bourg rural, selon la nouvelle grille communale de densité à sept niveaux définie par l'Insee en 2022.
Elle est située hors unité urbaine. Par ailleurs la commune fait partie de l'aire d'attraction de Bédarieux, dont elle est une commune de la couronne,. Cette aire, qui regroupe 26 communes, est catégorisée dans les aires de moins de 50 000 habitants,.

### Occupation des sols
L'occupation des sols de la commune, telle qu'elle ressort de la base de données européenne d’occupation biophysique des sols Corine Land Cover (CLC), est marquée par l'importance des forêts et milieux semi-naturels (75,9 % en 2018), en augmentation par rapport à 1990 (73,4 %). La répartition détaillée en 2018 est la suivante : 
forêts (73,5 %), zones agricoles hétérogènes (14,3 %), zones urbanisées (9,8 %), milieux à végétation arbustive et/ou herbacée (2,5 %). L'évolution de l’occupation des sols de la commune et de ses infrastructures peut être observée sur les différentes représentations cartographiques du territoire : la carte de Cassini (XVIIIe siècle), la carte d'état-major (1820-1866) et les cartes ou photos aériennes de l'IGN pour la période actuelle (1950 à aujourd'hui).

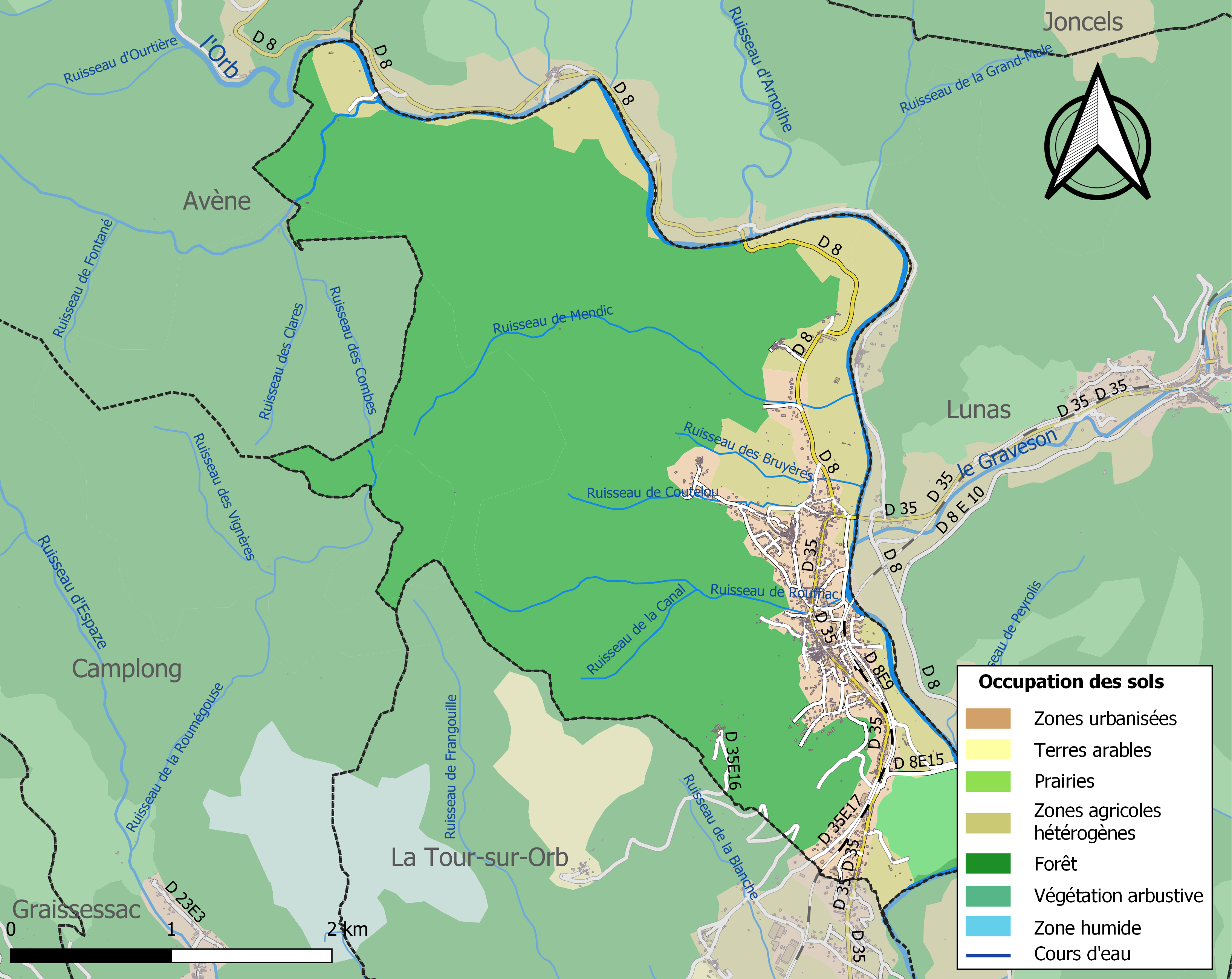
Carte des infrastructures et de l'occupation des sols de la commune en 2018 (CLC).

### Risques majeurs
Le territoire de la commune du Bousquet-d'Orb est vulnérable à différents aléas naturels : météorologiques (tempête, orage, neige, grand froid, canicule ou sécheresse), inondations, feux de forêts, mouvements de terrains et séisme (sismicité très faible). Il est également exposé à deux risques technologiques, le transport de matières dangereuses et la rupture d'un barrage, et à deux risques particuliers : le risque minier et le risque de radon. Un site publié par le BRGM permet d'évaluer simplement et rapidement les risques d'un bien localisé soit par son adresse soit par le numéro de sa parcelle.

#### Risques naturels
Certaines parties du territoire communal sont susceptibles d’être affectées par le risque d’inondation par débordement de cours d'eau, notamment l'Orb et le Graveson. La commune a été reconnue en état de catastrophe naturelle au titre des dommages causés par les inondations et coulées de boue survenues en 1982, 1992, 1995, 1996, 1997, 2006 et 2014,.
Le Bousquet-d'Orb est exposée au risque de feu de forêt. Un plan départemental de protection des forêts contre les incendies (PDPFCI) a été approuvé en juin 2013 et court jusqu'en 2022, où il doit être renouvelé. Les mesures individuelles de prévention contre les incendies sont précisées par deux arrêtés préfectoraux et s’appliquent dans les zones exposées aux incendies de forêt et à moins de 200 mètres de celles-ci. L’arrêté du 25 avril 2002 réglemente l'emploi du feu en interdisant notamment d’apporter du feu, de fumer et de jeter des mégots de cigarette dans les espaces sensibles et sur les voies qui les traversent sous peine de sanctions. L'arrêté du 11 mars 2013 rend le débroussaillement obligatoire, incombant au propriétaire ou ayant droit,.

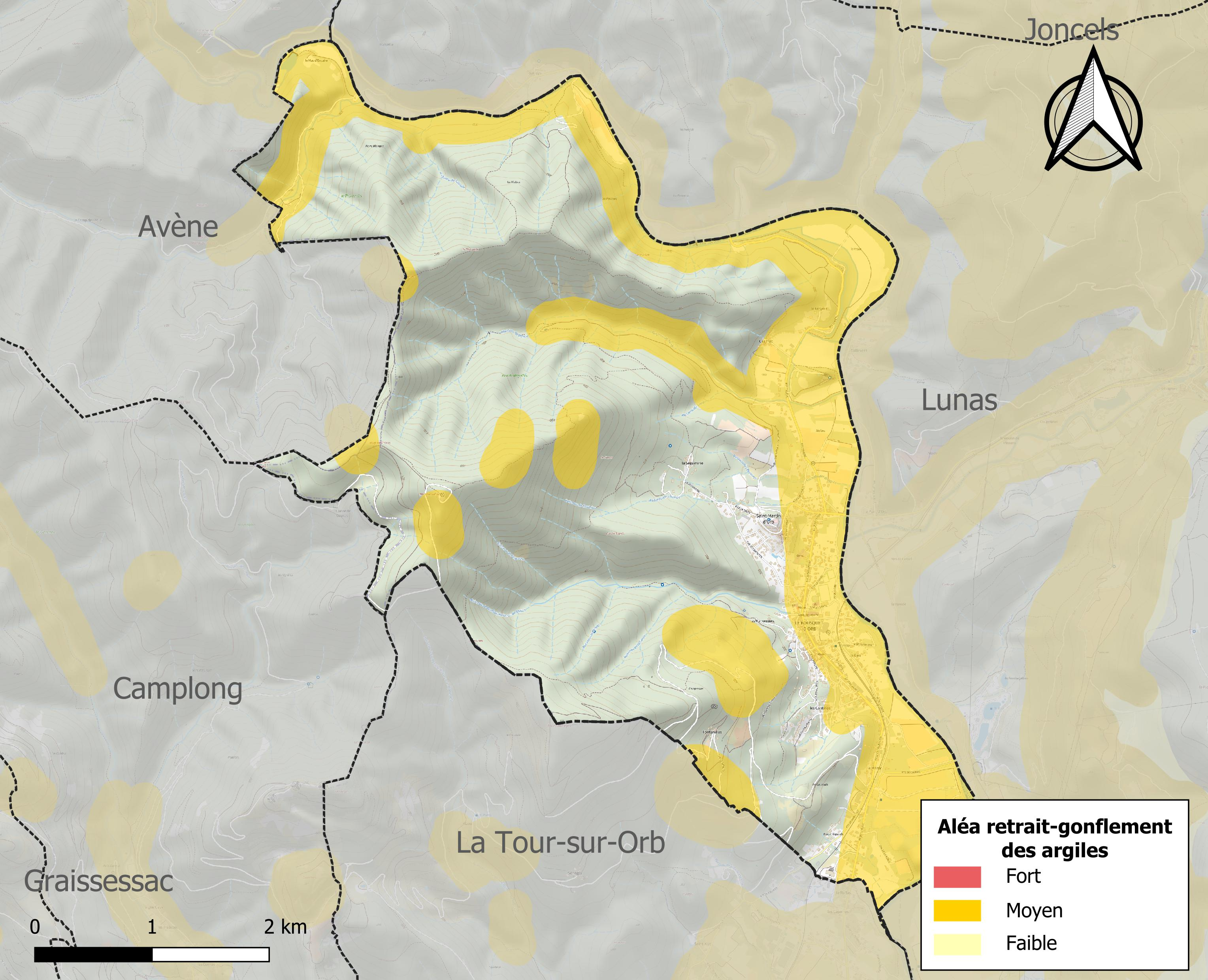
Carte des zones d'aléa retrait-gonflement des sols argileux du Bousquet-d'Orb.

La commune est vulnérable au risque de mouvements de terrains constitué principalement du retrait-gonflement des sols argileux. Cet aléa est susceptible d'engendrer des dommages importants aux bâtiments en cas d’alternance de périodes de sécheresse et de pluie. 38,2 % de la superficie communale est en aléa moyen ou fort (59,3 % au niveau  départemental et 48,5 % au niveau national). Sur les 700 bâtiments dénombrés sur la commune en 2019, 420 sont en aléa moyen ou fort, soit 60 %, à comparer aux 85 % au niveau départemental et 54 % au niveau national. Une cartographie de l'exposition du territoire national au retrait gonflement des sols argileux est disponible sur le site du BRGM,.
Par ailleurs, afin de mieux appréhender le risque d’affaissement de terrain, l'inventaire national des cavités souterraines permet de localiser celles situées sur la commune.

#### Risques technologiques
Le risque de transport de matières dangereuses sur la commune est lié à sa traversée par des infrastructures routières ou ferroviaires importantes ou la présence d'une canalisation de transport d'hydrocarbures. Un accident se produisant sur de telles infrastructures est susceptible d’avoir des effets graves sur les biens, les personnes ou l'environnement, selon la nature du matériau transporté. Des dispositions d’urbanisme peuvent être préconisées en conséquence.
La commune est en outre située en aval du Barrage des monts d'Orb, un ouvrage de classe A sur l'Orb, mis en service en 1961 et disposant d'une retenue de 30,6 millions de mètres cubes. À ce titre elle est susceptible d’être touchée par l’onde de submersion consécutive à la rupture de cet ouvrage.

#### Risque particulier
L’étude Scanning de Géodéris réalisée en 2008 a établi pour le département de l’Hérault une identification rapide des zones de risques miniers liés à l’instabilité des terrains. Elle a été complétée en 2015 par une étude approfondie sur les anciennes exploitations minières du bassin houiller de Graissessac et du district polymétallique de Villecelle. La commune est ainsi concernée par le risque minier, principalement lié à l’évolution des cavités souterraines laissées à l’abandon et sans entretien après l’exploitation des mines.
Dans plusieurs parties du territoire national, le radon, accumulé dans certains logements ou autres locaux, peut constituer une source significative d’exposition de la population aux rayonnements ionisants. Certaines communes du département sont concernées par le risque radon à un niveau plus ou moins élevé. Selon la classification de 2018, la commune du Bousquet-d'Orb est classée en zone 3, à savoir zone à potentiel radon significatif.

## Toponymie
On trouve pour l'église Saint-Martin-de-Clémensan les formes anciennes : de Clemenciano (1153), de Clementiano (1216), prior de Clemensan (1571), St Martin de Clemensan (1590).
Le nom dérive d'un domaine gallo-romain : gentilice Clementius + -anum.

## Histoire

### Aperçu rapide
La commune du Bousquet d'Orb est issue de la fusion du domaine de Clémensan et du Mas du Bousquet, deux lieux séparés par le ruisseau du Rouffiac. Le domaine de Clémensan dépendait auparavant de la commune de Lunas tandis que le Mas du Bousquet dépendait de la commune de Boussagues.

### Origine hypothétique du nom Clémensan
Clemens est la forme latine du prénom ou du nom Clément. Les Romains donnaient fréquemment aux propriétés rurales le nom de leur propriétaire. La plupart du temps le nom d'un domaine rural était un adjectif dérivé du nom du propriétaire avec le suffixe latin -anus. Les noms gallo-romains obéissaient à une construction similaire avec le suffixe gaulois -acus. Un certain Clementius (ou Clemensius) aurait donc donné son nom à sa propriété : Clémensan.
Après avoir construit une église sur ce domaine, le clergé a choisi Martin comme saint patron. On aurait donc obtenu le nom de Saint-Martin de Clémensan.

### L'église Saint-Martin de Clémensan
La première église Saint-Martin de Clémensan est construite à la fin du XIe siècle ou au début du XIIe siècle. Elle est de style roman. Comme de nombreuses églises chrétiennes, son emplacement était probablement un lieu de culte antique.
En 1614, le prieur de Saint-Martin fait accoler à l'église un presbytère sur les ruines d'un ancien lieu de culte. Le dernier acte inscrit sur les registres paroissiaux de cette église est un acte de baptême daté du 29 septembre 1792. Le registre est clos le 30 décembre 1792 sur ordre du procureur de la commune de Boussagues. L'église est mal entretenue et subit par ailleurs les effets néfastes des débuts de la révolution de 1789. En 1851, le prêtre de la paroisse, Gustave Lacassaigne, fait reconstruire l'église au même emplacement. Son clocher est érigé en 1867. En 1925, la verrerie du Bousquet d'Orb offre un vitrail à l'église.
Jusqu'en 1789, Saint-Martin de Clémensan est gérée de façon administrative et juridictionnelle par les Seigneur de Lunas. Le compoix terrier de Saint-Martin est consultable sur celui de Lunas dans les archives en ligne de l'Hérault.
D'après le Cartulaire (livre noir) de Béziers, une bulle du pape Eugène III datée du 27 avril 1153 confirme les possessions de l'évêque de Béziers, dont l'église Sancti de Martini de Clemenciano,. Dans le Gallia Cristiana, une bulle du pape d'Alexandre III rappelle les possessions de l'évêque de Béziers en 1178, parmi lesquelles figure Sancti Martini de Clementiano. Les Lettres communes des Papes d'Avignon, dont une intitulée De Bénéficiis Vacantibus Anni IV 1338, datée du 4 janvier 1339 et envoyée par Benoît XII, témoignent de son approbation de l'attribution à Guilhaume de Beaulieu d'une charge de curé de l'église de Sancti Martini de Clementiano.
En 1539, l'ordonnance de Villers-Cotterêts impose la rédaction des actes de justice et des actes administratifs en français : Saint-Martin devient donc Saint-Martin de Clémensan.
Durant la période allant de 1541 à 1574, dans les Archives ecclésiastiques de l'Hérault antérieures à 1790, le classement de documents concernant les « Arrantements et Collation du Bénéfice » des prieurés tels que celui de Saint-Martin de Clémensan appartenant au chapitre de l'église de Saint-Jean de Libron, domaine des Hospitaliers de Saint-Jean de Jérusalem[pas clair]. Dans ces mêmes archives est mentionnée cette appellation dans des documents concernant le service divin, les dîmes et arrantements pour la période allant de 1602 à 1694.
En 1660, apparaissent les registres paroissiaux, dans lesquels sont inscrits les baptêmes, les mariages et les sépultures, de Saint-Martin qui nomment l'église paroissiale de Saint-Martin de Clémensan[pas clair]. Certains actes font apparaître l'appartenance cléricale des masages de La Séguinerie, de Cazilhac et de Sérieys à cette paroisse. Les masages du Bousquet de Grajau et de Fontenilles font partie de la paroisse de Saint-Xist jusqu'en 1789.

### Le Bousquet de Grajau
Le Bousquet de Grajau tire son nom de l'Occitan : le bosc signifie le bois, et le bosquet ou le bousquet signifie donc un petit bois.
Grajau : Il est possible que ce mot soit le nom d'un des premiers occupants de ce lieu. On le retrouve dans un journal local de Marseille « La Vedette », en 1895 : il s'agit du nom d'un des participants à un mariage[réf. nécessaire].
D'après N.-E. Dionne, professeur d'archéologie à l'université de Laval, Grajau serait dérivé de Graulges, commune de la Dordogne dans l'arrondissement de Nontron. Grajau signifierait aussi « coquelicot ».
Le Bousquet de Grajau est peu cité dans les textes. On en trouve la mention dans les registres paroissiaux et dans la matrice de Compoix de Boussagues Camplong de 1737 sous le nom de « Lou Bousquet de Grajal ».

### Après la révolution de 1789
À la révolution de 1789 (loi du 14 décembre 1789), le Bousquet de Grajau devient Le Bousquet d'Orb et Saint-Martin de Clémensan devient Saint-Martin d'Orb. Avec les hameaux de Cazilhac, la Séguinerie et Fontenilles, tous sont rattachés à la commune de Camplong. Le hameau de Sérieys (précédemment appelé Mas de Sareillan) intègre, de fait, la commune et la paroisse de Lunas.
En 1843 naît le projet de création de la commune de Saint-Martin d'Orb : il est question de la séparer de celle de Camplong et d'y incorporer les hameaux du Bousquet d'Orb, de Fontenilles, de la Séguinerie et de Cazilhac. Le député André Kœchlin soumet le projet à l'Assemblée qui l'approuve dans la loi du 2 juin 1844.
Le 10 juin 1854, la commune de Saint Martin d'Orb est retirée du canton de Bédarieux au bénéfice de celui de Lunas.
Le 28 octobre 1874, la brigade de gendarmerie à cheval établie à Lunas est transférée au Bousquet d'Orb, commune de Saint-Martin d'Orb.

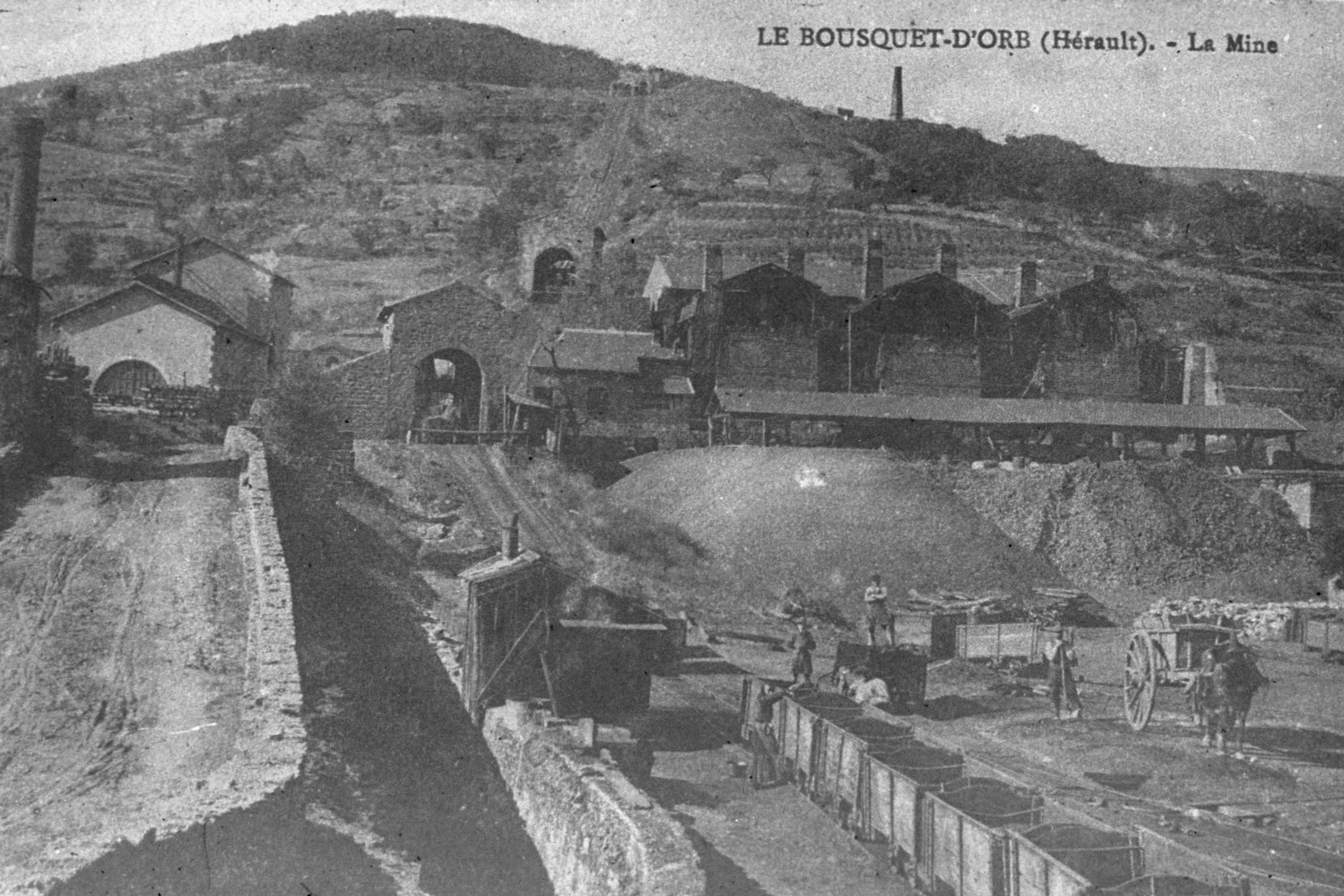
Mine : carte postale (fin du XIXe siècle - début du XXe siècle)

Le 3 avril 1880 est créé le Bureau de Poste de Saint-Martin d'Orb. Le 10 avril de la même année, est créée l'école des garçons de Saint-Martin. Et le 30 septembre 1883 est créée l'école des filles, au Bousquet d'Orb.
Enfin, non sans une réticence des populations, du fait du développement de l'industrie minière et des industries et services induits (verreries, commerces, etc.), la commune de Saint-Martin d'Orb devient commune du Bousquet d'Orb par la loi du 21 février 1881. Le nouveau groupe scolaire est construit aux limites des communes du Bousquet d'Orb et de Saint-Martin d'Orb. Le groupe scolaire est inauguré en octobre 1912. Au début du XXIe siècle, les locaux de la mairie se trouvent au centre de ce bâtiment.
La loi du 13 avril 1908 (modifiant l’art. 9 de la loi de 1905) précise d'ailleurs que les églises construites entre 1802 et 1905 appartiennent à la commune dès lors qu'elles ont été construites sur un terrain communal. C'est pourquoi, dans la plupart des cas, les églises construites avant 1905 restent la propriété des communes, tandis que les cathédrales sont propriété de l'État. La mise à disposition est gratuite : la commune ne peut exiger une redevance en échange de son usage.

### Héraldique
| Blason de Le Bousquet-d'Orb | Blason  | « Parti de un coupé de deux d'argent et de gueules: aux 1er et 2e à l'étoile de l'un en l'autre surbrochant sur trois éclairs, d'azur sur l'argent, et d'argent sur le gueules, au 3e à une lettre capitale anglaise B d'or, au 4e à la lampe de mineur brochant sur un pic et une pelle passés en sautoir, le tout de gueules, au 5e au chalumeau de verrier de sable brochant sur deux felles en sautoir de gueules avec leur boule de pâte de verre du même en pointe, au 6e à la lettre capitale anglaise O d'or ». |
| Blason de Le Bousquet-d'Orb | Détails | Ces armes ont été créées dans les années 1950 par Gaston Gachon. |

## Politique et administration
| Période                                  | Période                            | Identité                     | Étiquette | Qualité |
| ---------------------------------------- | ---------------------------------- | ---------------------------- | --------- | --- |
| Les données manquantes sont à compléter. |                                    |                              |           | |
| 1844                                     | 1848                               | Jean Montagnol               |           | |
| 1848                                     | 1850                               | Jean Neveu Fabre             |           | |
| 1850                                     | 1851                               | Jean-Pierre Bouhiome         |           | |
| 1851                                     | 1854                               | Jean Neveu Fabre             |           | |
| 1854                                     | 1862                               | Sainte Beaure de la Bussière |           | |
| 1862                                     | 1865                               | Adolphe Berthet              |           | |
| 1865                                     | 1870                               | Justin Crestou               |           | |
| 1870                                     | 1876                               | Jacques Bessiere             |           | |
| 1876                                     | 1877                               | Amédée Fauchard              |           | |
| 1877                                     | 1878                               | Justin Crestou               |           | |
| 1878                                     | 1892                               | Amédée Fauchard              |           | |
| 1892                                     | 1895                               | Adolphe Crebasso             |           | |
| 1895                                     | 1895                               | Joseph Courtes               |           | |
| 1895                                     | 1896                               | Henri Lachaussée             |           | |
| 1896                                     | 1898                               | Paul Riviere                 |           | |
| 1898                                     | 1898                               | Louis Pelé                   |           | Président de la délégation spéciale                                                                                              |
| 1898                                     | 1905                               | Charles Gros                 |           | |
| 1905                                     | 1909                               | Lucien Boubals               |           | |
| 1909                                     | 1919                               | Jean-Baptiste Cotté          |           | |
| 1919                                     | 1935                               | Clovis Berger                |           | |
| 1935                                     | décembre 1943 (démission d'office) | Pierre Campo (?-1945)        | SFIO      | Ouvrier verrier, puis employé des mines Révoqué par le Gouvernement de Vichy                                                     |
| 1944                                     | 1945                               | Henri Daures                 |           | Président du comité local de libération                                                                                          |
| 1945                                     | 1947                               | André Bonnafous              |           | |
| 1947                                     | 1948                               | René Thomas                  |           | |
| 1948                                     | 1953                               | Jacques Masse                |           | |
| 1953                                     | 1971                               | Adrien Vernet                | SFIO-PS   | Coiffeur, membre du MLN |
| 1971                                     | 1989                               | René Campo (1912-2005)       | DVG       | Fils de Pierre Campo Commissaire de police, ancien résistant FFI Chef de la section économique et financière du SRPJ (1945-1970) |
| 1989                                     | juin 1995                          | Robert Thomas                | PS        | |
| juin 1995                                | mars 2008                          | Francis Boutet               | PCF       | Viticulteur |
| mars 2008                                | mai 2025                           | Yvan Cassili                 | SE-DVG    | Retraité Fonction publique |
| mai 2025                                 | En cours (au août 2025)            | Jean-Luc Lanneau             | SE        | 1er adjoint du maire assurant la gestion des affaires courantes                                                                  |

En 2017, le préfet de l'Hérault modifie l'appartenance aux arrondissements dans le cadre de l'application d'un schéma départemental de coopération intercommunale. L'objectif de cette modification est d'éviter que les communes d’une même intercommunalité soient à cheval sur deux arrondissements, afin qu'elles soient ainsi gérées auprès de leurs sous-préfectures respectives. La commune du Bousquet-d'Orb faisant partie de la communauté de communes du Grand Orb, elle quitte l'arrondissement de Lodève et rejoint celui de Béziers,.

## Démographie
L'évolution du nombre d'habitants est connue à travers les recensements de la population effectués dans la commune depuis 1846. Pour les communes de moins de 10 000 habitants, une enquête de recensement portant sur toute la population est réalisée tous les cinq ans, les populations de référence des années intermédiaires étant quant à elles estimées par interpolation ou extrapolation. Pour la commune, le premier recensement exhaustif entrant dans le cadre du nouveau dispositif a été réalisé en 2008.

En 2022, la commune comptait 1 594 habitants, en évolution de +1,27 % par rapport à 2016 (Hérault : +7,49 %, France hors Mayotte : +2,11 %).
| 1846 | 1851 | 1856 | 1861 | 1866 | 1872  | 1876  | 1881  | 1886  |
| ---- | ---- | ---- | ---- | ---- | ----- | ----- | ----- | ----- |
| 679  | 699  | 779  | 755  | 889  | 1 278 | 1 842 | 2 415 | 1 825 |

| 1891  | 1896  | 1901  | 1906  | 1911  | 1921  | 1926  | 1931  | 1936  |
| ----- | ----- | ----- | ----- | ----- | ----- | ----- | ----- | ----- |
| 1 763 | 1 929 | 1 773 | 1 807 | 2 101 | 2 316 | 2 424 | 2 541 | 2 262 |

| 1946  | 1954  | 1962  | 1968  | 1975  | 1982  | 1990  | 1999  | 2006  |
| ----- | ----- | ----- | ----- | ----- | ----- | ----- | ----- | ----- |
| 2 261 | 2 582 | 2 502 | 2 270 | 1 944 | 1 816 | 1 702 | 1 483 | 1 571 |

| 2008  | 2013  | 2018  | 2022  | - | - | - | - | - |
| ----- | ----- | ----- | ----- | - | - | - | - | - |
| 1 596 | 1 573 | 1 585 | 1 594 | - | - | - | - | - |

## Patrimoine

### Lieux et monuments

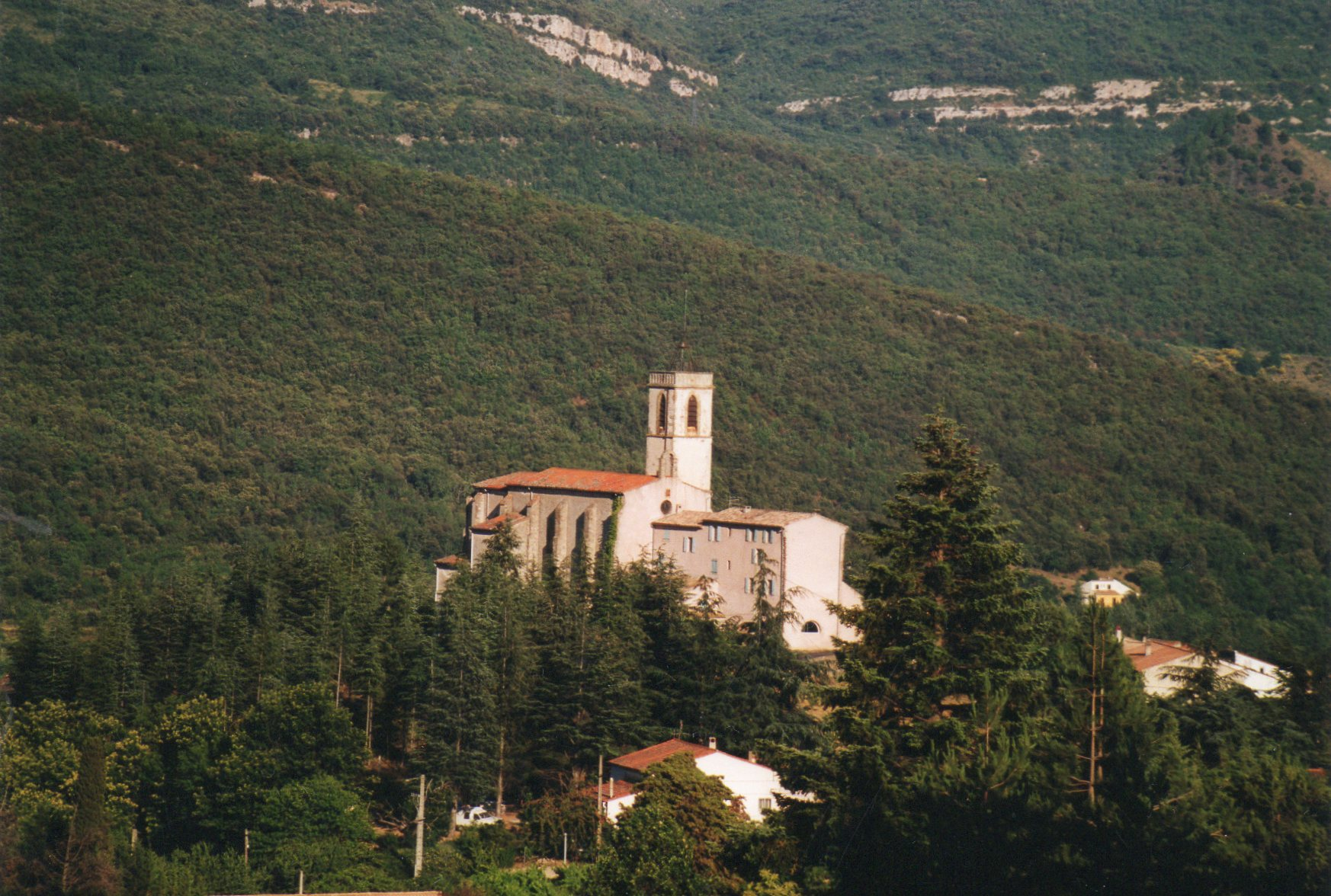
Église de Saint-Martin d'Orb.

- Espace Francis Boutet - Musée "les lumières de la mine"
- L'église Saint-Martin de Saint-Martin-d'Orb (XIIe siècle). L'édifice est référencé dans la base Mérimée et à l'Inventaire général Région Occitanie[45] ;
- L'église Saint-Vincent-de-Saragosse du Bousquet-d'Orb (XIXe siècle) surmontée d'un clocher-mur à quatre cloches ;
- Le monument aux morts de Paul Dardé ;
- Le château de Cazilhac (XIIe au XVIIe siècle), inscrit aux monuments historiques.

### Personnalités liées à la commune
Pierre Cance est né dans cette commune
- Michel Galabru a passé son enfance dans cette commune ;
- Marc Galabru, frère de Michel Galabru, est inhumé au cimetière vieux de la commune auprès de leur père Paul Galabru[46].

Philippe Estang, collectionneur et fondateur du musée "les lumières de la mine" en 2001. Sa collection est gérée et exposée par la commune du Bousquet d'Orb, la CC Grand Orb et le département de l'Hérault.

### Sports
Le 7 décembre 1986, l'équipe bousquetaine de rugby à XV est entrée dans l'histoire en perdant 0 à 240 face à celle de Puisserguier,.

## Galerie photographique

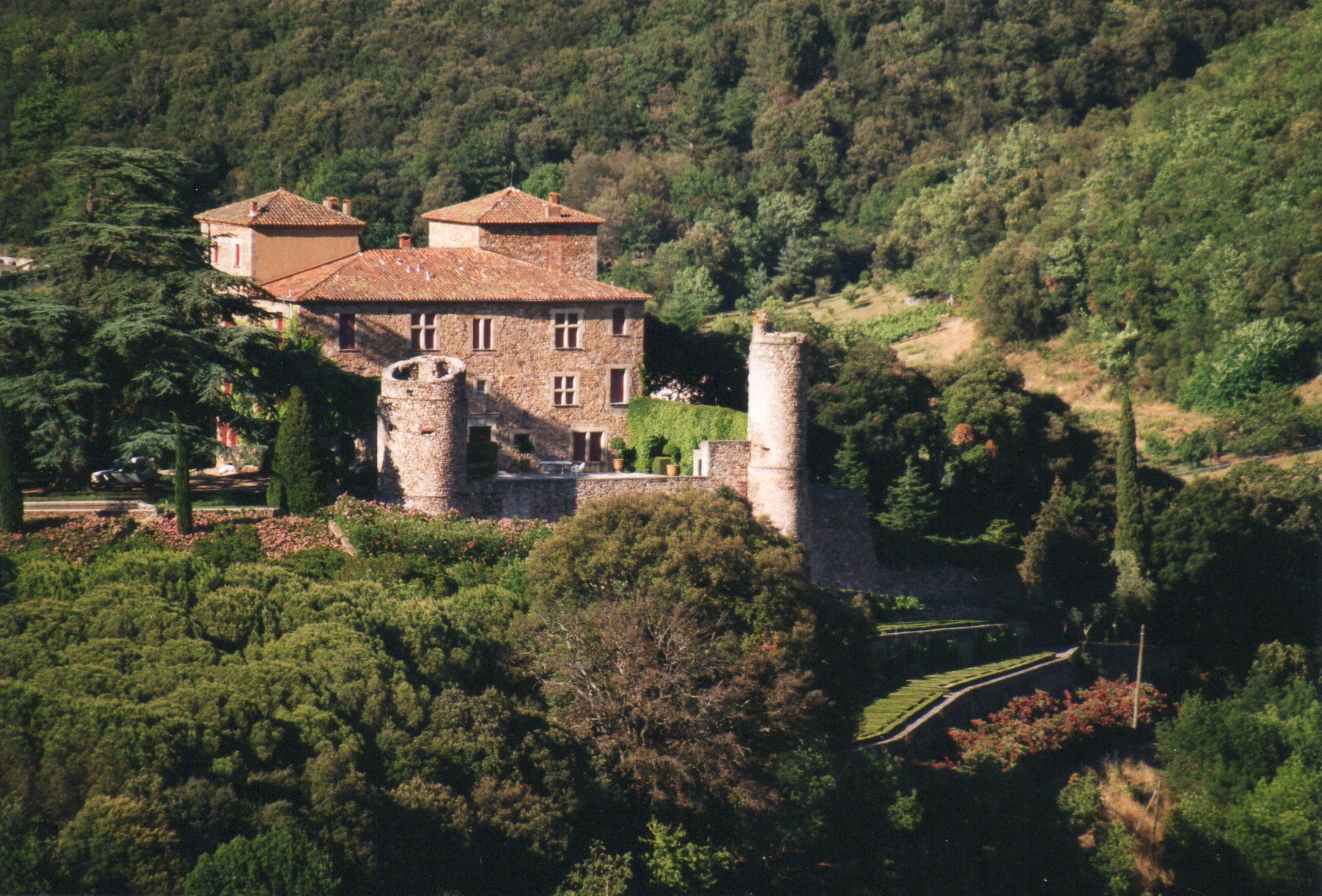
Château du Hameau de Cazilhac.
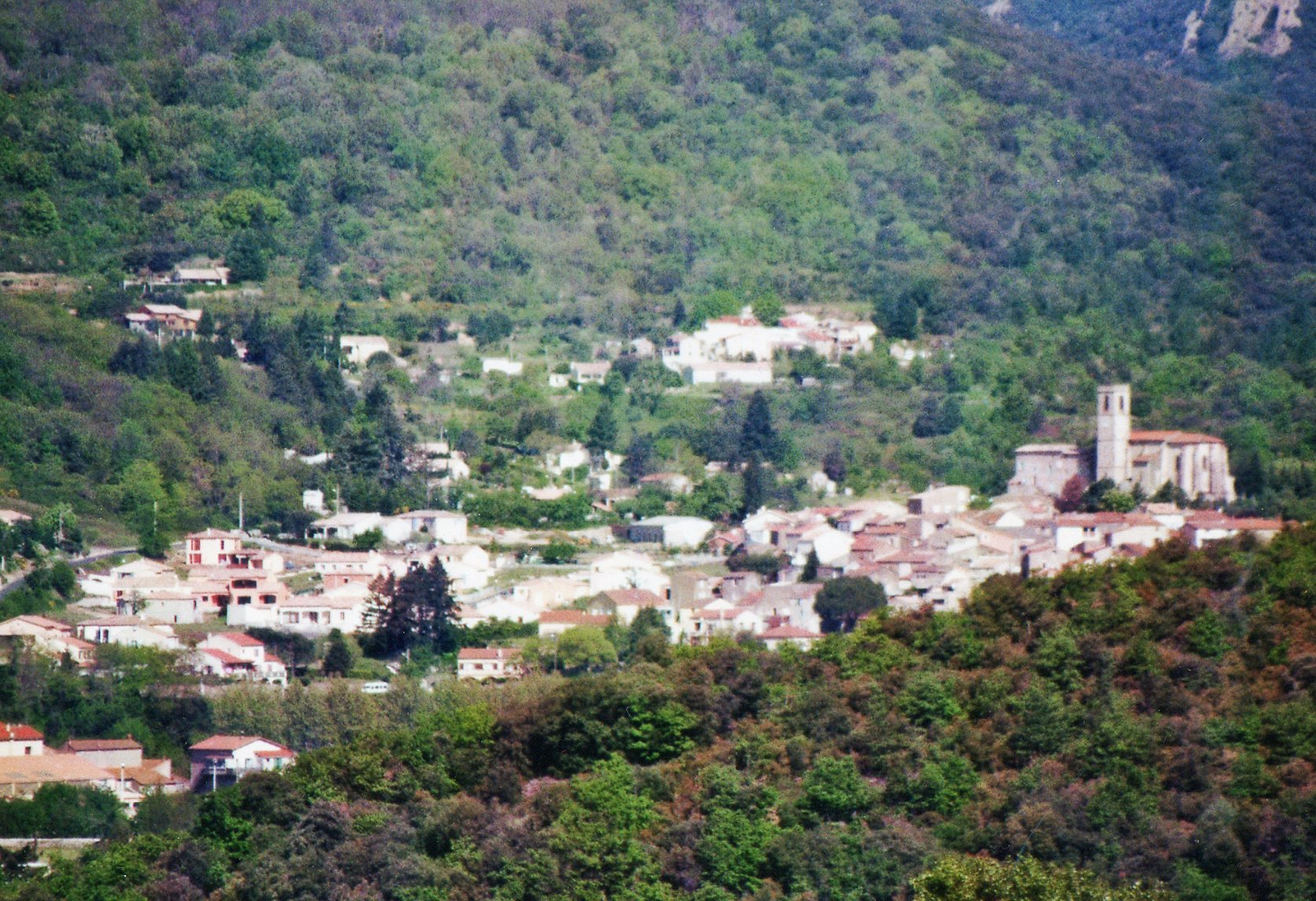
Au premier plan, Saint-Martin et au fond la Séguinerie.
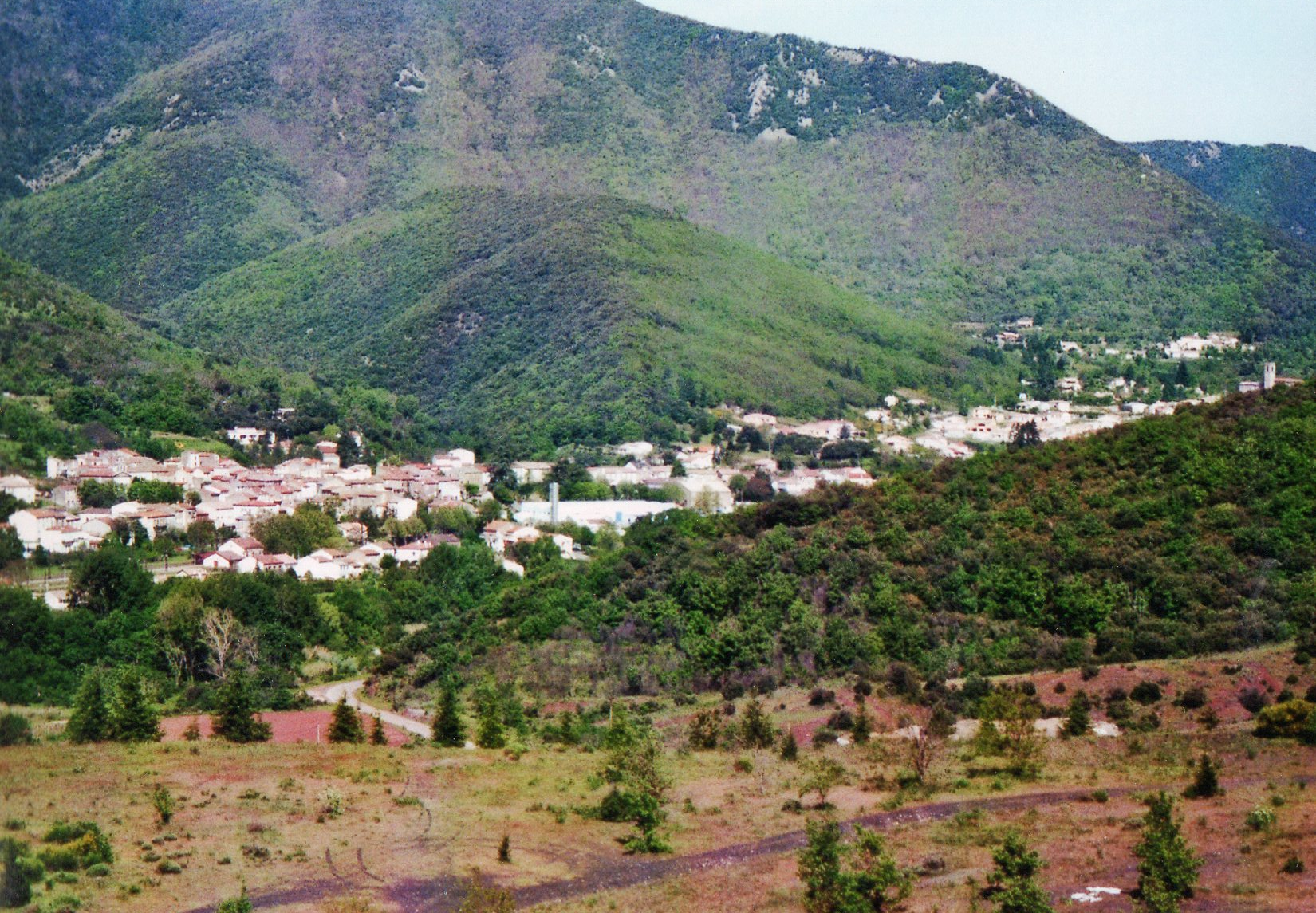
Village du Bousquet d'Orb.
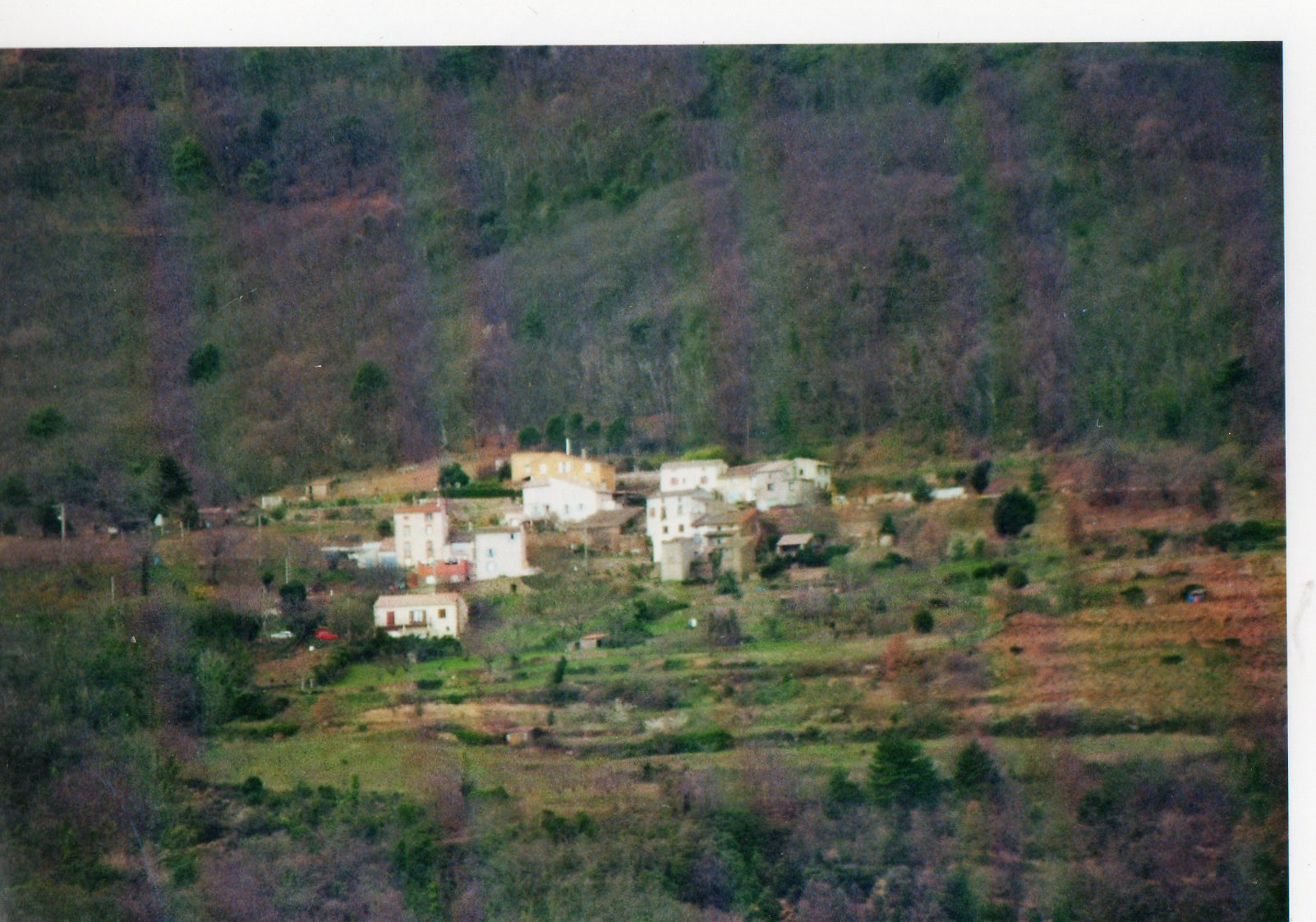
Hameau de Fontenilles.
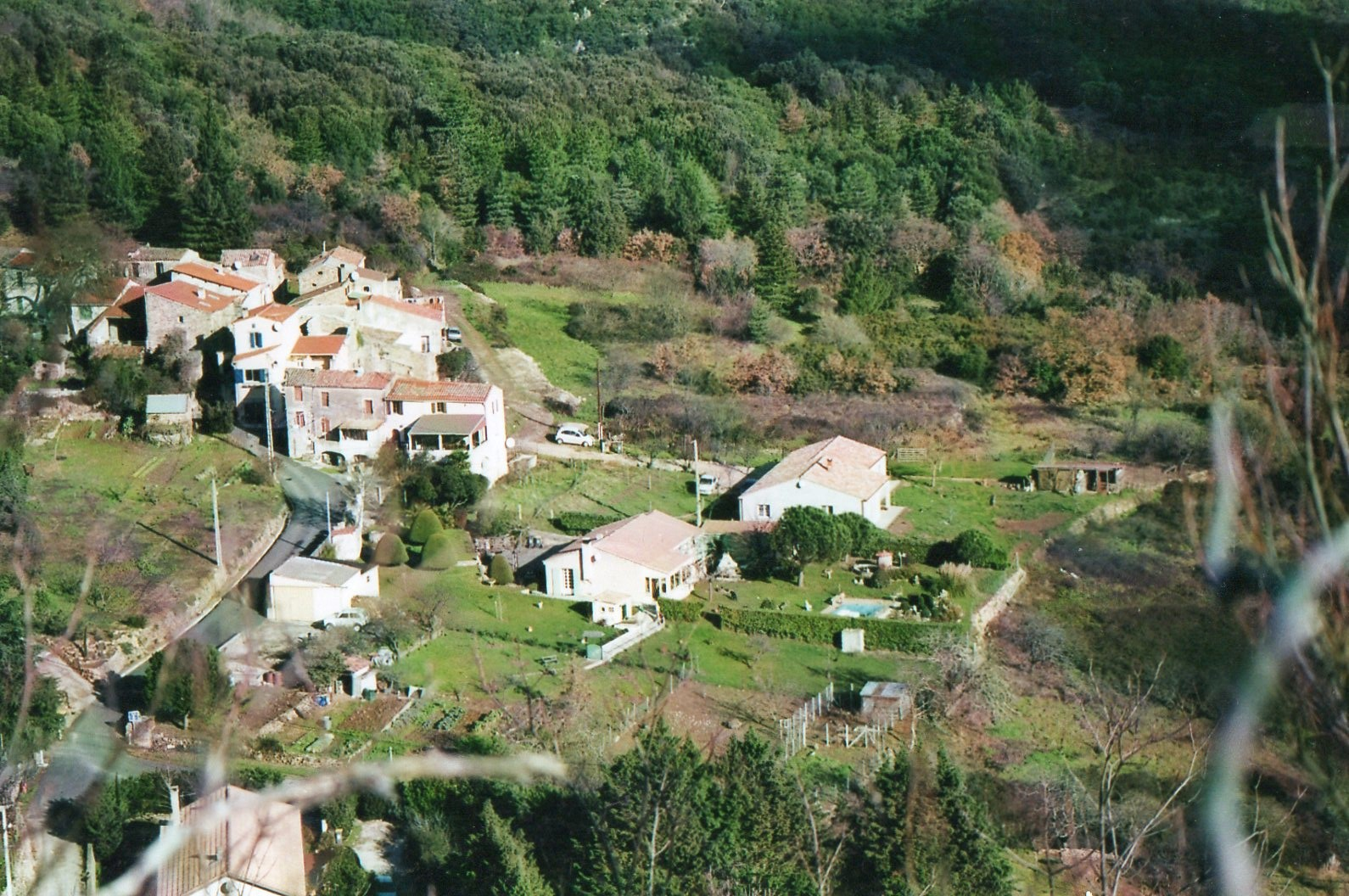
Hameau de la Séguinerie (Séguinarié en Occitan).
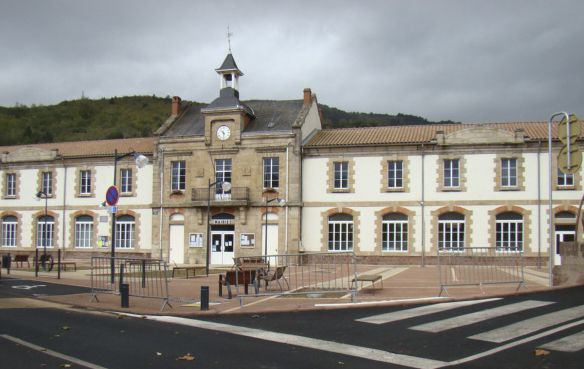
La Mairie de la commune.
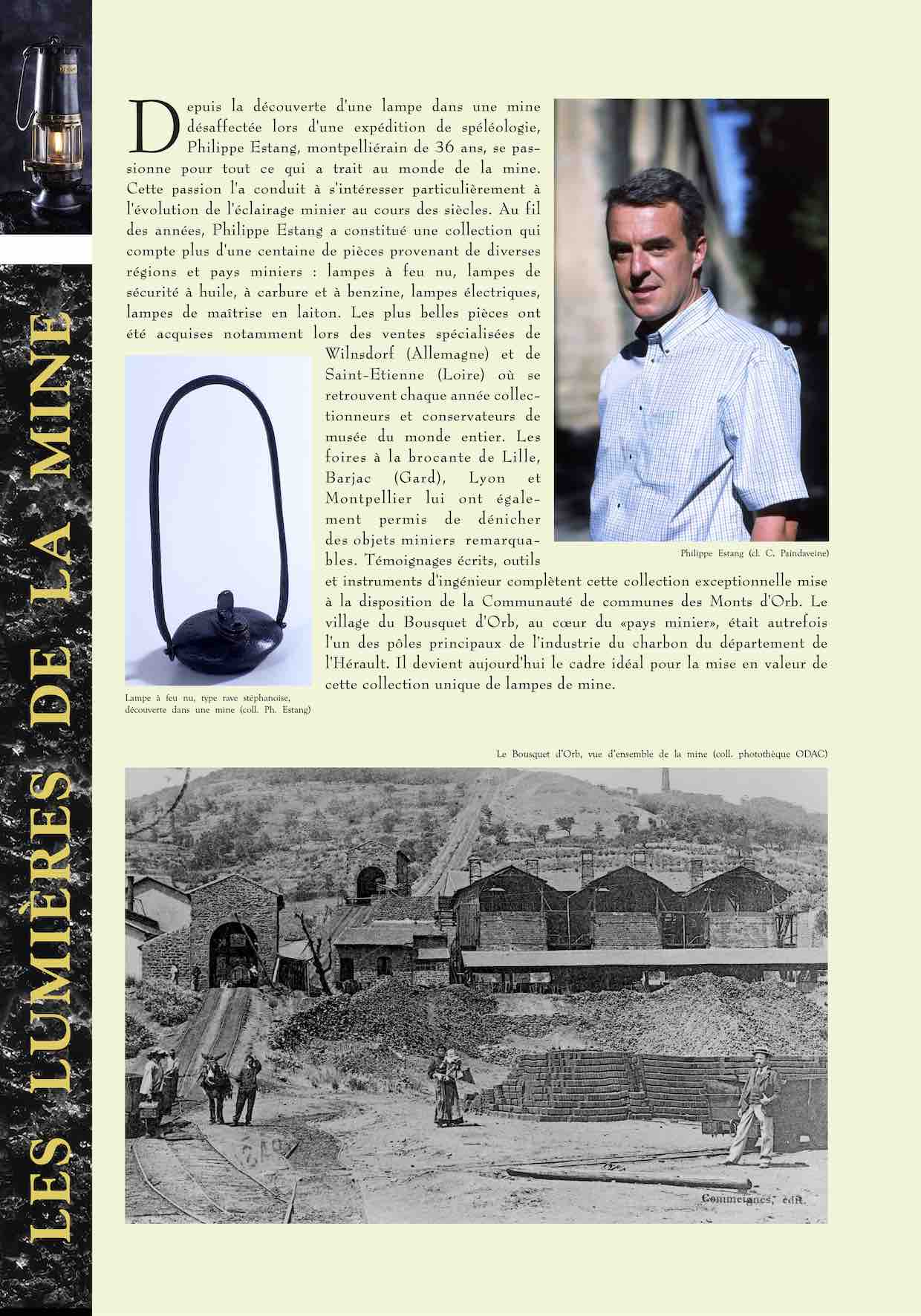
Espace Francis Boutet - Musée "les lumières de la mine".
Musée de la lampe de mine (collection Philippe Estang)